# Ćule
Ćule är ett berg i Kosovo. Det ligger i den södra delen av landet, 80 km söder om huvudstaden Priština. Toppen på Ćule är 2 220 meter över havet.
Terrängen runt Ćule är kuperad åt sydväst, men åt nordost är den bergig. Runt Ćule är det ganska tätbefolkat, med 207 invånare per kvadratkilometer. Närmaste större samhälle är Dragash, 8,4 km nordväst om Ćule. Omgivningarna runt Ćule är en mosaik av jordbruksmark och naturlig växtlighet.